# Can Rossell (Llinars del Vallès)
|  | Aquest article tracta sobre Can Rossell de Llinars del Vallès. Vegeu-ne altres significats a « Can Rossell (desambiguació)». |

Can Rossell és una masia de Llinars del Vallès (Vallès Oriental) inclosa a l'Inventari del Patrimoni Arquitectònic de Catalunya.

## Descripció
Masia aïllada de planta basilical, coberta a dos vessants. Consta de planta baixa, pis i golfes a la crugia central. A la façana hi ha afegit un cos lateral que trenca la composició simètrica, construït de maó i amb dues finestres d'arc rebaixat.

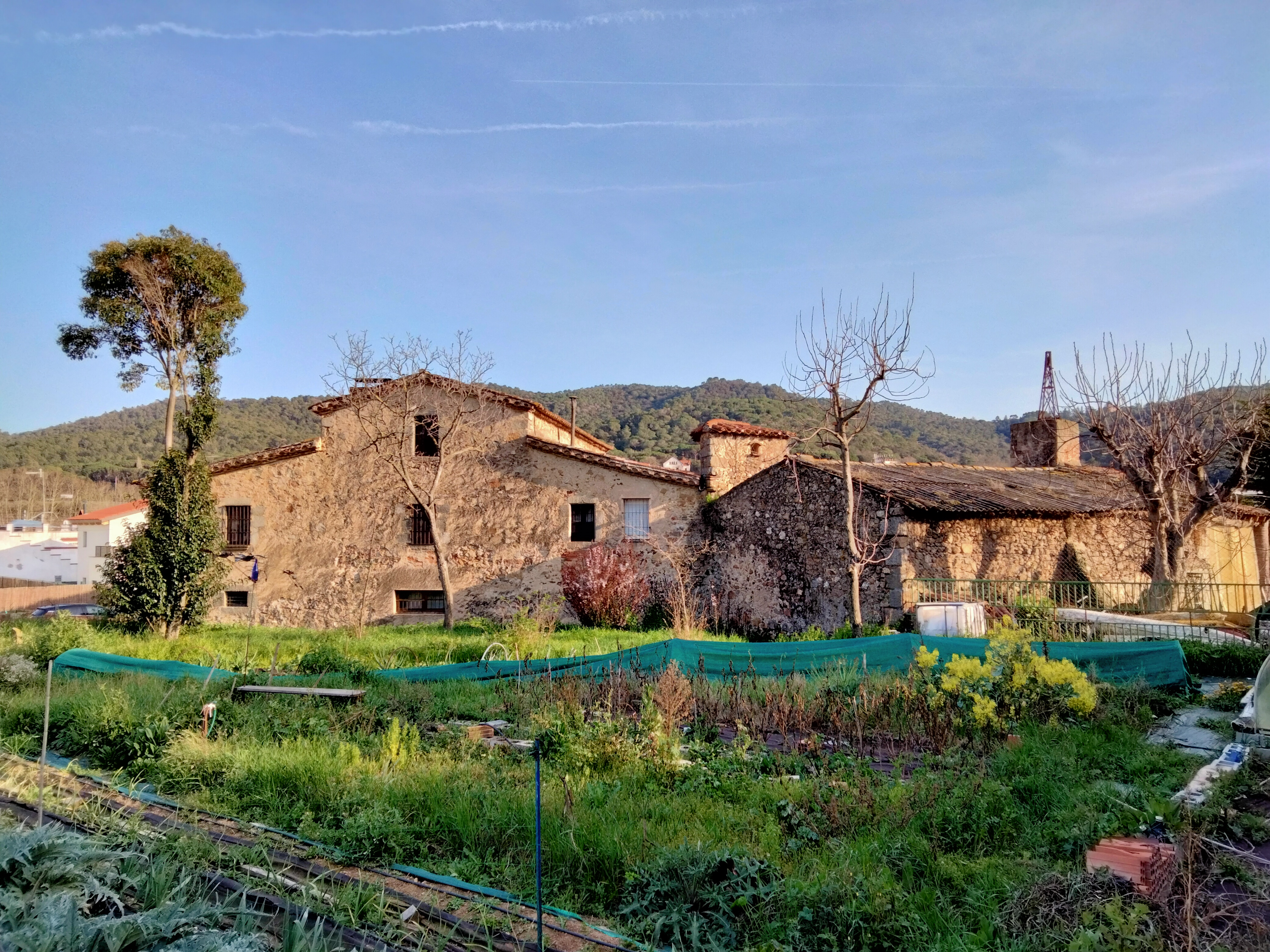
Façana nord, amb el cos lateral annex a la dreta

Les obertures i els angles de les parets estan emmarcats per carreus rectangulars. Les finestres tenen ampit de poc voladís. En una paret lateral hi ha una finestra tapiada amb rosetes en els muntants.

## Història
En el fogatge de 1553 apareix documentat "lo teixidor Rossell" que n'indica l'ofici del propietari de la casa en aquell moment. És molt difícil precisar la data de construcció de la casa, però sembla que podria ser dels segles XVII-XVIII.